# Burning Japan Live
 (juin 2017).
Si vous disposez d'ouvrages ou d'articles de référence ou si vous connaissez des sites web de qualité traitant du thème abordé ici, merci de compléter l'article en donnant les références utiles à sa vérifiabilité et en les liant à la section « Notes et références ».
Albums de Glenn Hughes
From Now On...
(1994) Play Me Out
(1995)
Burning Japan Live est un album live de Glenn Hughes, chanteur et bassiste britannique, notamment connu pour son œuvre au sein du groupe de hard rock, Deep Purple, entre 1973 et 1976. Il est sorti au Japon le 31 août 1994 sur le label Zero Corporation et a été produit par Glenn Hughes. 

## Historique
Le contenu de cet album fut enregistré lors de deux concerts donnés les 24 et 25 mai 1994 au Club Citta de Kawasaki au Japon . Ces concerts furent donnés en support de l'album From Now On... sorti la même année. D'abord réservé au marché japonais, il sortira en Europe le 1er septembre 1995 et aux États-Unis durant l'année 1975 
Quatre titres proviennent de cet album, trois sont issus de l'album Hughes/Thrall sorti en 1982, "Still In Love With You" est une chanson inédite sur laquelle Glenn Hughes s'accompagne aux claviers , le reste, sept titres, sont des reprises de Deep Purple issus de la période pendant laquelle, Hughes faisait partie du groupe.
Les musiciens qui accompagnent Hughes sur scène sont les mêmes que sur l'album From Now On... à la différence que le batteur Ian Haugland joue sur tous les titres cette fois-ci. Haughland, John Levén et Mic Michaeli sont des membres du groupe suédois Europe.
Cet album n'entra pas dans les classements musicaux et aucun single en fut tiré.

## Liste des titres
| 1.    | Burn                   | Blackmore, Coverdale, Lord, Paice | Burn                | 6:44 |
| 2.    | The Liar               | Beauvoir, Hughes                  | From Now On...      | 4:39 |
| 3.    | Muscle And Blood       | Hughes, Pat Thrall                | Hughes/Thrall       | 5:48 |
| 4.    | Lay My Body Down       | Hughes, Larsson                   | From Now On...      | 5:08 |
| 5.    | From Now On...         | Hughes                            | From Now On...      | 6:08 |
| 6.    | Into The Void          | Bojfeldt, Hughes, Michaeli        | From now On...      | 7:13 |
| 7.    | Still In Love With You | Hughes                            | titre inédit        | 2:10 |
| 8.    | Coast To Coast         | Hughes                            | Hughes/Thrall       | 6:52 |
| 9.    | This Time Around       | Hughes, Lord                      | Come Taste the Band | 3:32 |
| 10.   | Owed To G              | Bolin                             | Come Taste the Band | 2:53 |
| 11.   | Gettin' Tighter        | Bolin, Hughes                     | Come Taste the Band | 3:59 |
| 12.   | You Keep On Moving     | Coverdale, Hughes                 | Come Taste the Band | 7:25 |
| 13.   | Lady Double Dealer     | Blackmore, Coverdale              | Stormbringer        | 3:45 |
| 14.   | I Got Your Number      | Hughes, Thrall                    | Hughes/Thrall       | 4:17 |
| 15.   | Stormbringer           | Blackmore, Coverdale              | Stormbringer        | 5:10 |
| 75:51 |                        |                                   |                     |      |

## Crédits

### Membres du groupe
- Glenn Hughes : chant, claviers (sur le morceau 7)
- Thomas Larsson : guitares, chœurs
- Eric Bojfeldt : guitares, chœurs
- John Levén : basse
- Ian Haugland : batterie
- Mic Michaeli : claviers, chœurs

### Équipes technique et production
- Production : Glenn Hughes
- Mixage : Glenn Hughes, Ronny Lahti
- Ingénierie : Ronny Lahti
- Enregistrement (arrangements) : Minoru Yokoo
- Ingénierie (enregistrement) : Zak assisté de Hideki Masuda, Takeshi Nagano, Toshiyuki Hayashi, Yoji Shioiri
- Management : Thames Talent
- Photographie : Osamu "Tio" Suzuki
- Design (pochette) : Ryozo Takeyama, Strøget